# Étoile d'honneur de 1830
L'Étoile d'honneur 1830, fut instituée par le Gouvernement provisoire belge pour remercier ceux qui ont œuvré à la révolution belge et rà l'indépendance de la Belgique. Seuls les actes antérieurs au 1er septembre 1830 étaient pris en considération. Elle comportait trois classes. Elle fut Instituée par Arrêté du Gouvernement Provisoire le 14 janvier 1831. Cette distinction fut désavouée par une loi du 28 mai 1831 visant à prémunir le Gouvernement en place de toute réclamation de rétributions qui seraient liées à ladite décoration qui fut rapidement remplacée par la Croix de fer. Si les insignes furent réalisés, ils ne furent jamais décernés. Il en subsiste quelques exemplaires au Musée Royal de l’Armée.

## Contexte
Le 26 février 1831, à la suite d'une proposition de François Joseph Beyts, le Congrès National décide de l'octroi de « Récompenses Nationales » aux membres du gouvernement provisoire de Belgique, se traduisant par une indemnité de 150 000 florins. 

## Description
Étoile perlée à 5 branches, émaillée rouge posée sur une couronne de laurier et de chêne de couleur verte. La première classe avait un diamètre de 40 mm tandis que la deuxième et la troisième classe avaient un diamètre de 30 mm.
Le centre de l'avers est composé d'un cercle doré comportant un lion. Le médaillon central est cerclé d'un anneau noir portant la mention «Patrie» et des feuilles de laurier stylisées.
Le revers est composé, sur le même modèle, d'un cercle doré reprenant la mention «1830». L'anneau noir reprend la mention «Liberté» et des feuilles de laurier stylisées.
Le ruban est rouge, bordé de chaque côté d'un liseré jaune et noir.